# Schizoprymnus dadianshanicus
Schizoprymnus dadianshanicus är en stekelart som beskrevs av Sergey A. Belokobylskij 1998. Schizoprymnus dadianshanicus ingår i släktet Schizoprymnus och familjen bracksteklar. Inga underarter finns listade i Catalogue of Life.